# Liste der Monuments historiques in Michelbach-le-Bas
Die Liste der Monuments historiques in Michelbach-le-Bas führt die Monuments historiques in der französischen Gemeinde Michelbach-le-Bas auf.

## Liste der Objekte
| Bezeichnung                 | Beschreibung                                        | Standort                         | Kennzeichnung | Schutzstatus | Datum | Bild |
| --------------------------- | --------------------------------------------------- | -------------------------------- | ------------- | ------------ | ----- | ---- |
| Skulptur Heiliger Sebastian | Holz, 17. Jahrhundert                               | in der Kirche St-Théodore (Lage) | PM68001311    | Inscrit      | 1996  |      |
| Skulptur Heiliger Theodor   | Holz, farbig gefasst und vergoldet, 18. Jahrhundert | in der Kirche St-Théodore (Lage) | PM68001127    | Inscrit      | 1989  |      |
| Monstranz                   | Messing und Glas, um 1800                           | in der Kirche St-Théodore (Lage) | PM68001129    | Inscrit      | 1989  |      |
| Großes Kruzifix             | Holz, farbig gefasst, um 1800                       | in der Kirche St-Théodore (Lage) | PM68001125    | Inscrit      | 1989  |      |
| Kleines Kruzifix            | Holz, farbig gefasst, 18. Jahrhundert               | in der Kirche St-Théodore (Lage) | PM68001126    | Inscrit      | 1989  |      |
| Skulptur Madonna mit Kind   | Holz, farbig gefasst, 18. Jahrhundert               | in der Kirche St-Théodore (Lage) | PM68001128    | Inscrit      | 1989  |      |